# Lindön (naturreservat, Borlänge kommun)
Lindön är en ö och naturreservat i Borlänge kommun i Dalarnas län.
Området är naturskyddat sedan 1917 och är 1 hektar stort. Reservatet omfattar ön i Ösjön (en del av Runn) och består av lindar.
Mitt på ön står de flesta av lindarna. Här finns även några rönnar och lönnar, men de flesta träd består av den sort som har namngivit ön. Allt talar för att lindbeståndet är naturligt och inte planterat. Åldersspridningen är ganska stor, från småplantor till 400-åringar. Närmast vattnet växer en blandning av gammal tall, björk, al och rönn. Speciellt på sydöstra och sydvästra uddarna är tallen helt dominerande. På sydöstra udden är markvegetationen mycket sparsam och marken täcks av barr. Övriga delar är framförallt bevuxna med gräs.
Lindön är Dalarnas läns första naturreservat, beslutat redan 1917. I Naturvårdsavdelningens gamla handskrivna liggare, där alla skyddade områden skrevs ned för hand, står Lindön som nummer 001.
Lindön högsta punkt ligger på 113 m ö.h., och 7 meter över Ösjön.